# Panthéon des hommes illustres
Le Panthéon des Hommes Illustres est un édifice situé dans le quartier du Pacífico (Retiro) à Madrid, et accueille les restes de plusieurs personnages importants de l'histoire espagnole.

## Histoire

### Le premier Panthéon

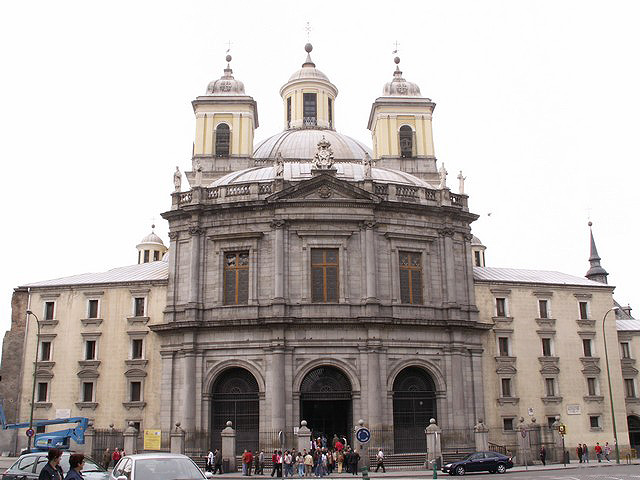
La basilique Saint-François-le-Grand

Le projet de créer un lieu de mémoire pour accueillir les restes des personnages illustres de l'histoire espagnole est voté le 6 novembre 1837 par les Cortes Generales. La basilique Saint-François-le-Grand de Madrid est choisie pour être le site du panthéon. Quatre ans plus tard, l'académie royale d'histoire est chargée de proposer une première liste de personnes à y inhumer. Néanmoins, il faut attendre le 31 mai 1869 pour qu'une commission, composée de Salustiano Olózaga, Juan Eugenio Hartzenbusch, Francisco Silvela, Estanislao Figueras, Pere Borrell del Caso, Antonio Gisbert, Fermín Caballero (es), Ventura Ruiz Aguilera (es) et Ángel Fernández de los Ríos (es) soit créée et chargée de s'occuper de cette liste en un mois.
Lorsque le lieu est inauguré, le 20 juin 1869, on y trouve les restes d'une quantité de personnages. Le cortège amenant les chars funéraires mesure cinq kilomètres, et il est accompagné par la garde civile, et suivi par de nombreux citoyens. Cent coups de canon sont tirés. 
D'autres illustres auraient dû être inhumés dans la basilique. Néanmoins, leurs restes n'ont pu être retrouvés. C'est le cas de Lope de Vega, Juan de Mariana, Miguel de Cervantes, Jean Louis Vivès, Antonio Pérez, Diego Vélasquez, Claudio Coello, Juan de Herrera, Tirso de Molina, Jorge Juan y Santacilia et Agustín Moreto. Malgré la réussite de l'inauguration, les reliques de ces hommes sont finalement ramenées en leur sépulture d'origine, et l'idée de créer un panthéon espagnol retombe dans l'oubli pour quelque temps.

### Le panthéon actuel
Sous la régence de Marie-Christine d'Autriche, veuve du roi d'Espagne Alphonse XII, la Basilique royale de Notre-Dame d'Atocha à Madrid doit être reconstruite. La régente décide alors d'y accoler un nouveau panthéon. En effet, le bâtiment, ravagé par les français de Napoléon pendant la guerre d'indépendance espagnole, a été quitté par les dominicains en 1834, avant de servir quelque temps de siège des Invalides. Certains des directeurs des Invalides y sont dès lors enterrés, comme José de Palafox, Francisco Castaños, Manuel Gutiérrez de la Concha ou Juan Prim, et c'est cette fonction sépulturale qui pousse la régente à en faire le nouveau panthéon.

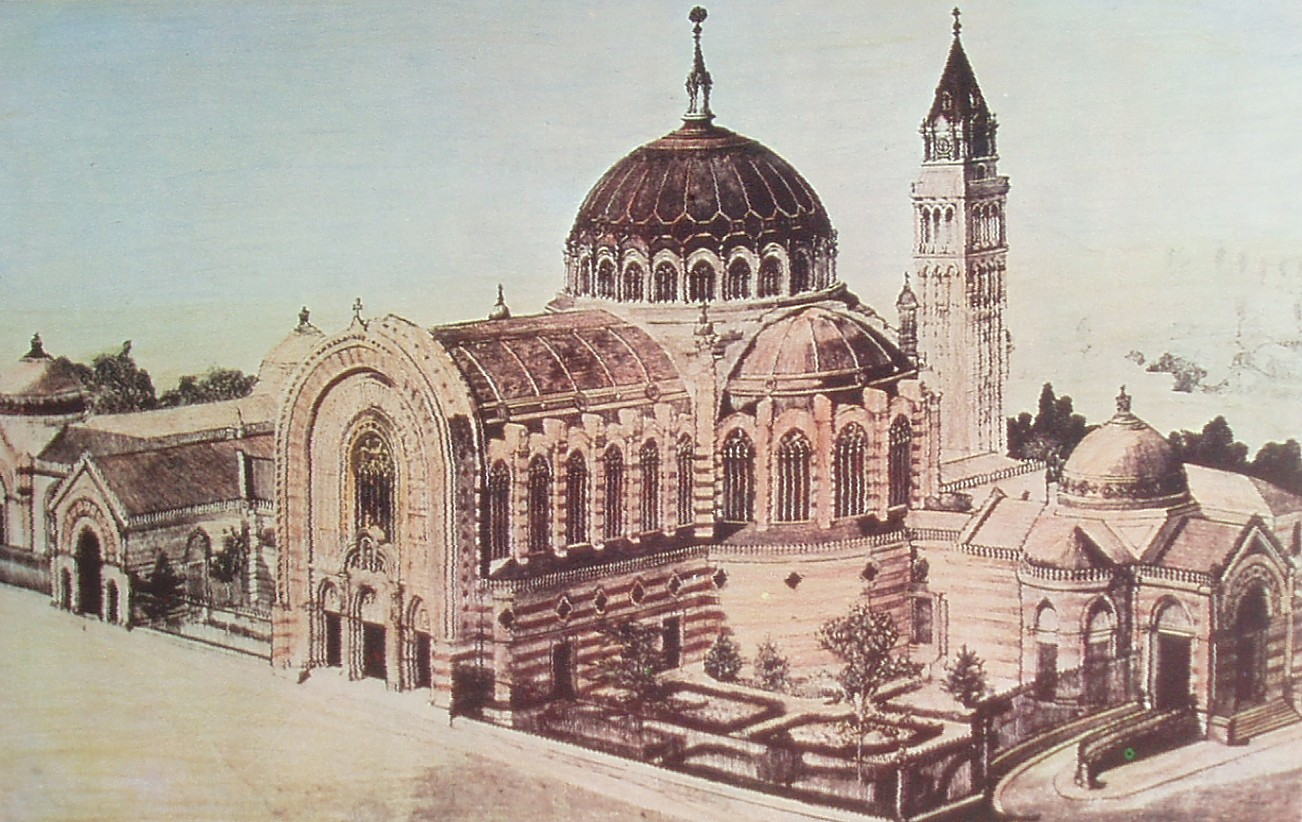
Le projet de Fernando Arbós y Tremanti

En 1890, un concours public est lancé. Le projet choisi est celui de l'architecte Fernando Arbós y Tremanti (es). La basilique doit être de style néo-byzantin, avec un campanile italien abritant une horloge à quatre sphères ainsi que trois cloches, tandis que le panthéon qui servait aussi de cloître était inspiré du cimetière de la Piazza dei Miracoli à Pise. Le projet semble très ambitieux, car il a vocation à accueillir les cérémonies religieuses de la famille royale et à servir de temple pour la cour du roi.
La construction commence en 1891. Finalement, le projet de basilique est abandonné, tandis que le lieu n'a plus pour fonction que de servir de panthéon. Le campanile est tout de même édifié. Les travaux, terminés en 1899, laissent apparaître un bâtiment de plan carré, avec trois galeries à arcades et vitraux, ainsi que deux coupoles hémisphériques dans les angles et une entrée surmontée d'un fronton. Dès 1901, les premiers restes y sont transférés. Par la suite, une dizaine d'autres personnalités suivront.
En 1924, une nouvelle église est tout de même édifié, par donation du roi Alphonse XIII. Néanmoins, entre les années 30 et 80, l'ensemble du complexe est délaissé. Par ailleurs, en 1970, une école est construite sur le terrain vide entre le cloître et le campanile qui n'est donc plus accessible. Finalement, à la fin des années 80, l'état espagnol procède à la restauration et à la réouverture du site. En 2003, les mosaïques intérieures sont restaurées, et en 2007, les architectes Juan Miguel Hernández León (es) et Alvaro Siza proposent de détruire l'école voisine.

## Listes de personnes

### Entrées en 1869
- L'écrivain Alonso de Ercilla
- L'humaniste Ambrosio de Morales
- L'amiral Federico Carlos Gravina y Nápoli
- L'écrivain Francisco de Quevedo y Villegas
- Le poète Garcilaso de la Vega
- Le juge Juan de Lanuza y Urrea
- Le poète Juan de Mena
- L'architecte Juan de Villanueva
- Le dramaturge Pedro Calderon de la Barca
- L'architecte Ventura Rodríguez
- L'homme politique Zenón de Somodevilla

L'ensemble des personnes entrées cette année-là sont par la suite rapatriés dans leur sépulture d'origine.

### Entrées en 1901
- L'homme politique Antonio de los Ríos Rosas
- Le général Francisco Castaños (transféré en 1963 à l'église de Bailén)
- Le général José de Palafox (transféré en 1958 à la basilique Notre-Dame-du-Pilier de Saragosse)
- Le général Juan Prim (transféré en 1971 dans sa ville natale de Reus)
- Le général Manuel Gutiérrez de la Concha

### Entrées après 1901
- L'orateur Agustín Argüelles
- L'homme d'état Antonio Cánovas del Castillo
- L'homme politique Diego Muñoz-Torrero (es)
- L'homme d'état Eduardo Dato Iradier
- Le poète Francisco Martínez de la Rosa
- L'homme d'état José Canalejas
- L'homme d'état José María Calatrava
- L'homme d'état Juan Álvarez Mendizábal
- L'homme d'état Práxedes Mateo Sagasta
- L'homme d'état Salustiano Olózaga

## Les monuments
- Sépulture de José Canalejas : réalisée par Mariano Benlliure en marbre blanc, elle représente deux hommes et une femme portant le corps de Canalejas, assassiné, jusque dans sa tombe. Derrière la tombe, sous une croix sont sculptés deux guirlandes de laurier et de chêne, symbole d'immortalité.
- Sépulture de Manuel Gutiérrez de la Concha : réalisée par Arturo Mélida (es) (tombeau) et Elías Martín y Riesco (es) (statue) c'est un tombe murale semblable à un retable, avec une arche sous laquelle une statue du dieu Mars tient un médaillon représentant le buste du général. L'arche inférieure représente un bas-relief de lion, symbole d'immortalité.
- Sépulture de Práxedes Mateo Sagasta : réalisée par Mariano Benlliure en marbre, elle représente l'homme politique allongé et tenant un épée, symbole de justice, et une branche d'olivier, symbole de paix. Il est accompagné à ses pieds d'un ouvrier, symbole du peuple, appuyé sur les évangiles, et à sa tête d'une jeune femme fermant un livre, symbolisant l'Histoire
- Sépulture d'Eduardo Dato Iradier : réalisée par Mariano Benlliure en marbre et bronze, elle représente une femme en deuil levant une croix catholique au-dessus du corps allongée de l'homme politique. A ses pieds, deux amours encadrent les armoiries de l'Espagne.
- Sépulture d'Antonio de los Ríos Rosas :  réalisée par Pedro Estany, c'est une tombe murale. Le sarcophage en bronze du défunt repose sur un socle en marbre. Au pied du cercueil, une femme pleure, tandis qu'un grand ange ailé tient une branche de laurier.
- Sépulture d'Antonio Cánovas del Castillo : réalisée par Agustí Querol i Subirats, c'est un tombe murale en marbre blanc. Devant un mur sculpté représentant le Christ ressuscité, la patrie, l'histoire et l'art, le tombeau de l'homme politique représente son corps, entouré de six vertus ( Tempérance, Sagesse, Justice, Éloquence, Prudence et Constance) et d'une jeune femme l'embrassant.
- Le Mausolée commun (ou monument de la Liberté) : réalisé par Sabino Medina (es), Ponciano Ponzano et Federico Aparici (es), il contient les restes de plusieurs autres des illustres. C'est un édifice cylindrique à toit conique, surmonté d'une allégorie de la liberté. Il possède aussi trois statues (Pureté, Gouvernement et réforme). Il est inauguré le 20 février 1857 au Cimetière de San Nicolás (es) (aujourd'hui disparu), avant d'être transféré en 1912 au panthéon.

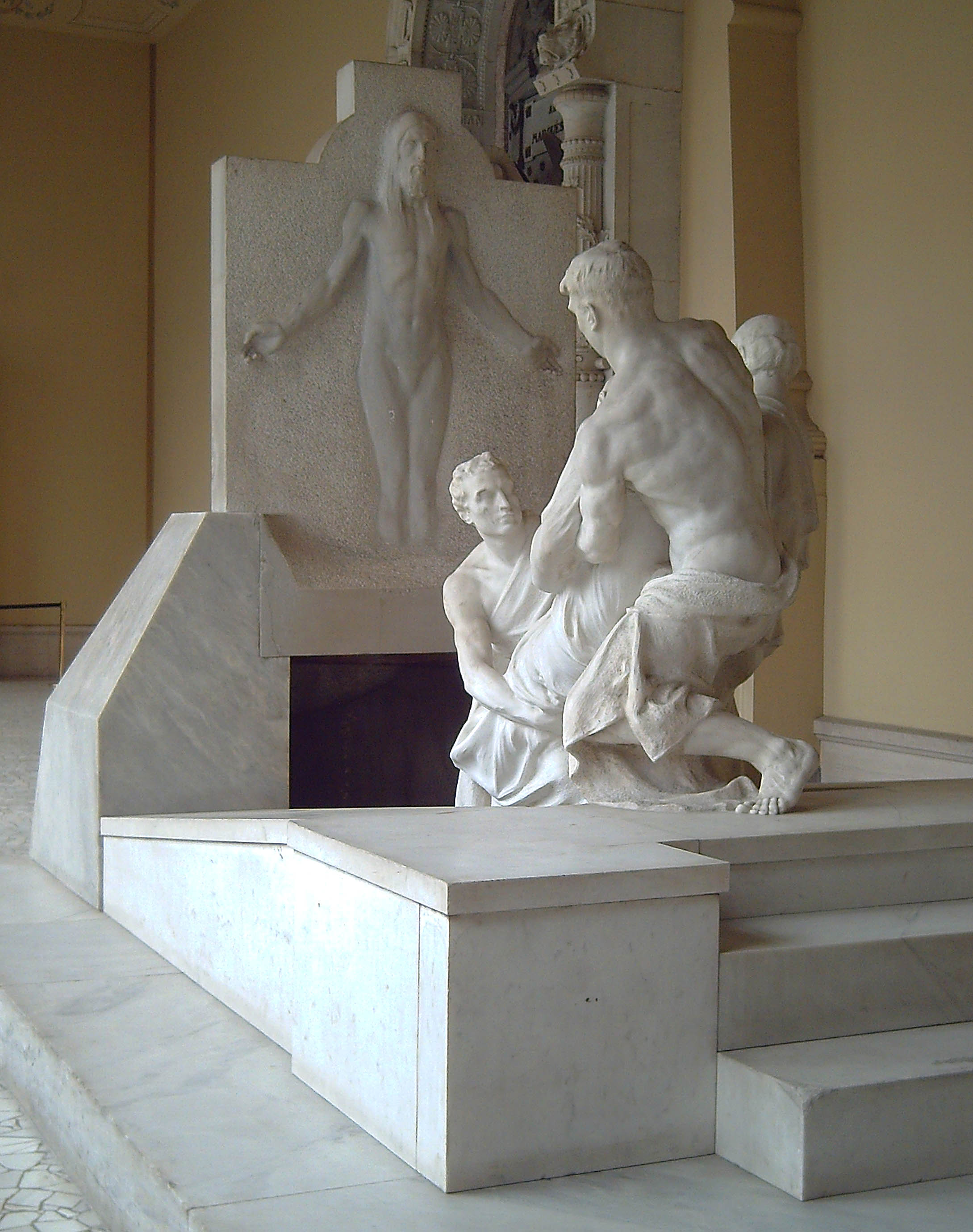
Le tombeau de José Canalejas
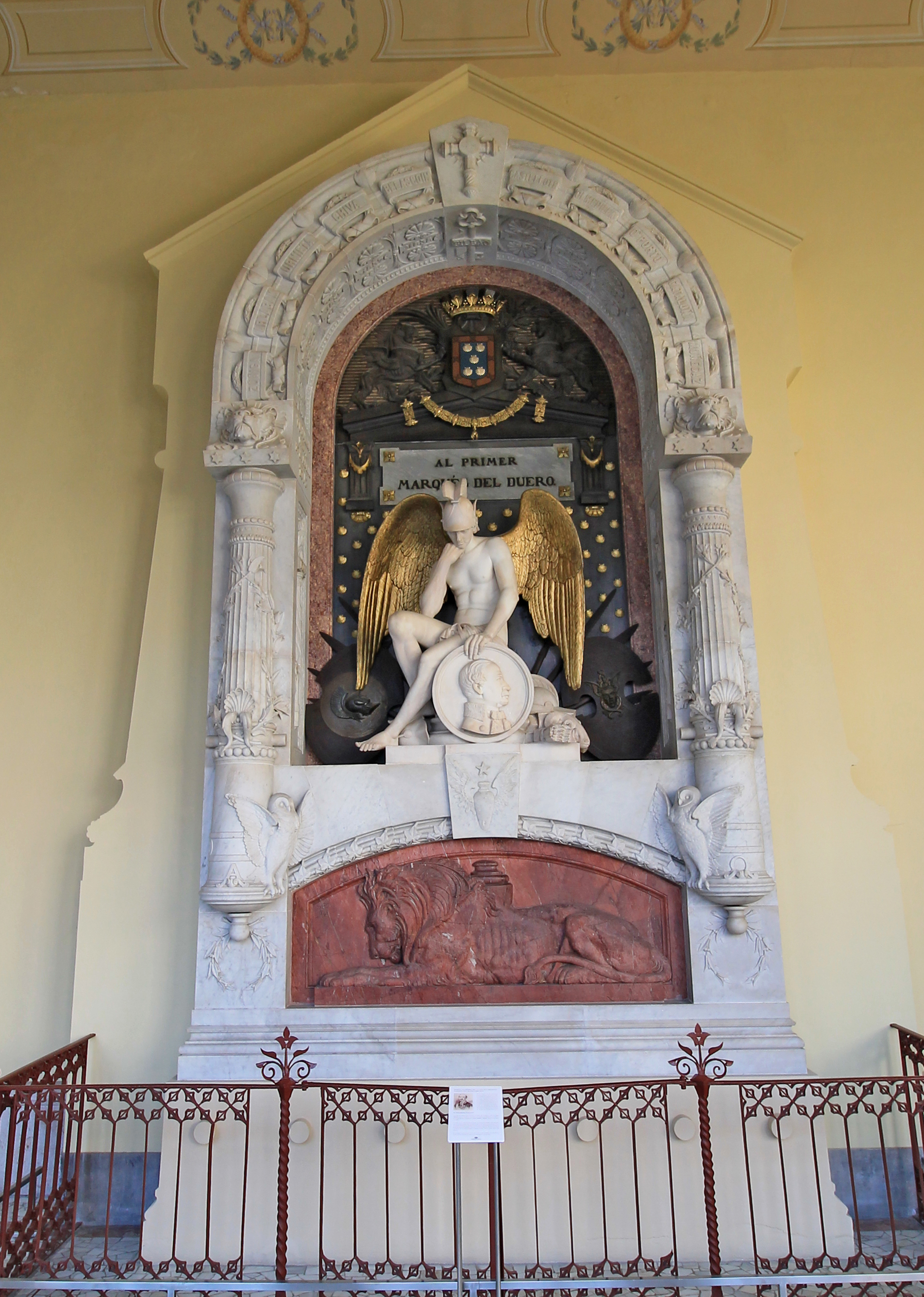
Le tombeau de Manuel Gutiérrez de la Concha
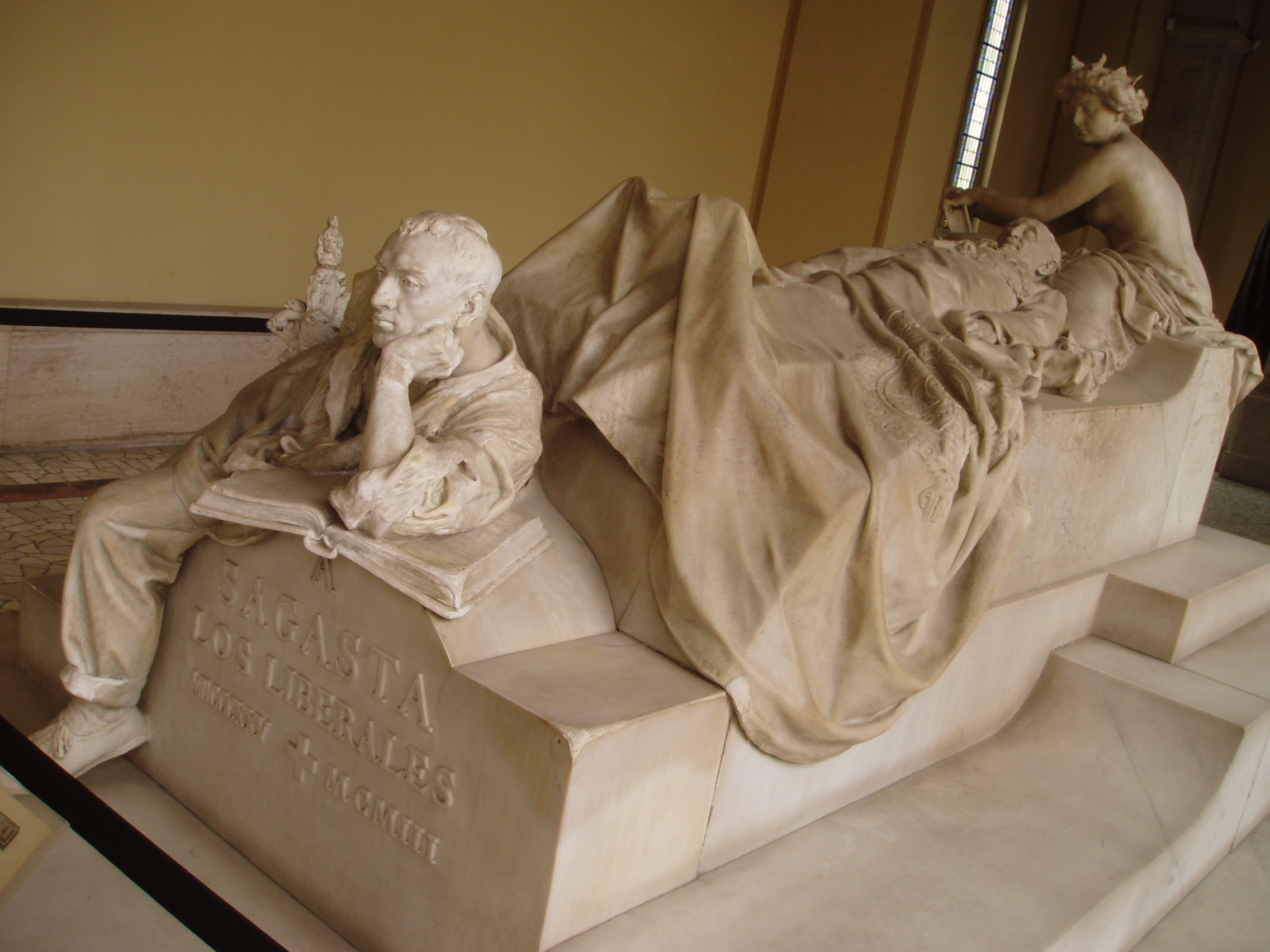
Le tombeau de Práxedes Mateo Sagasta
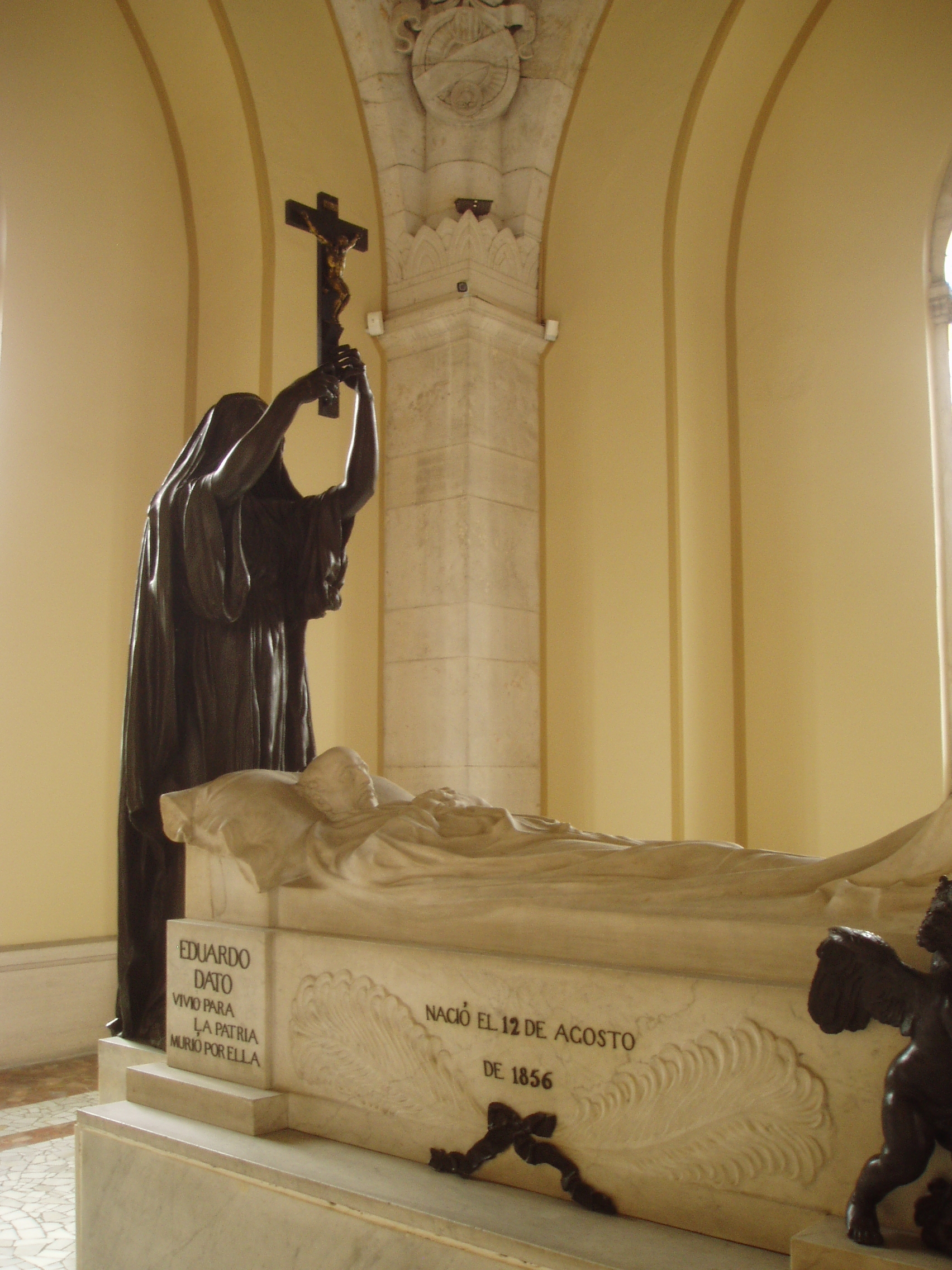
Le tombeau d'Eduardo Dato Iradier
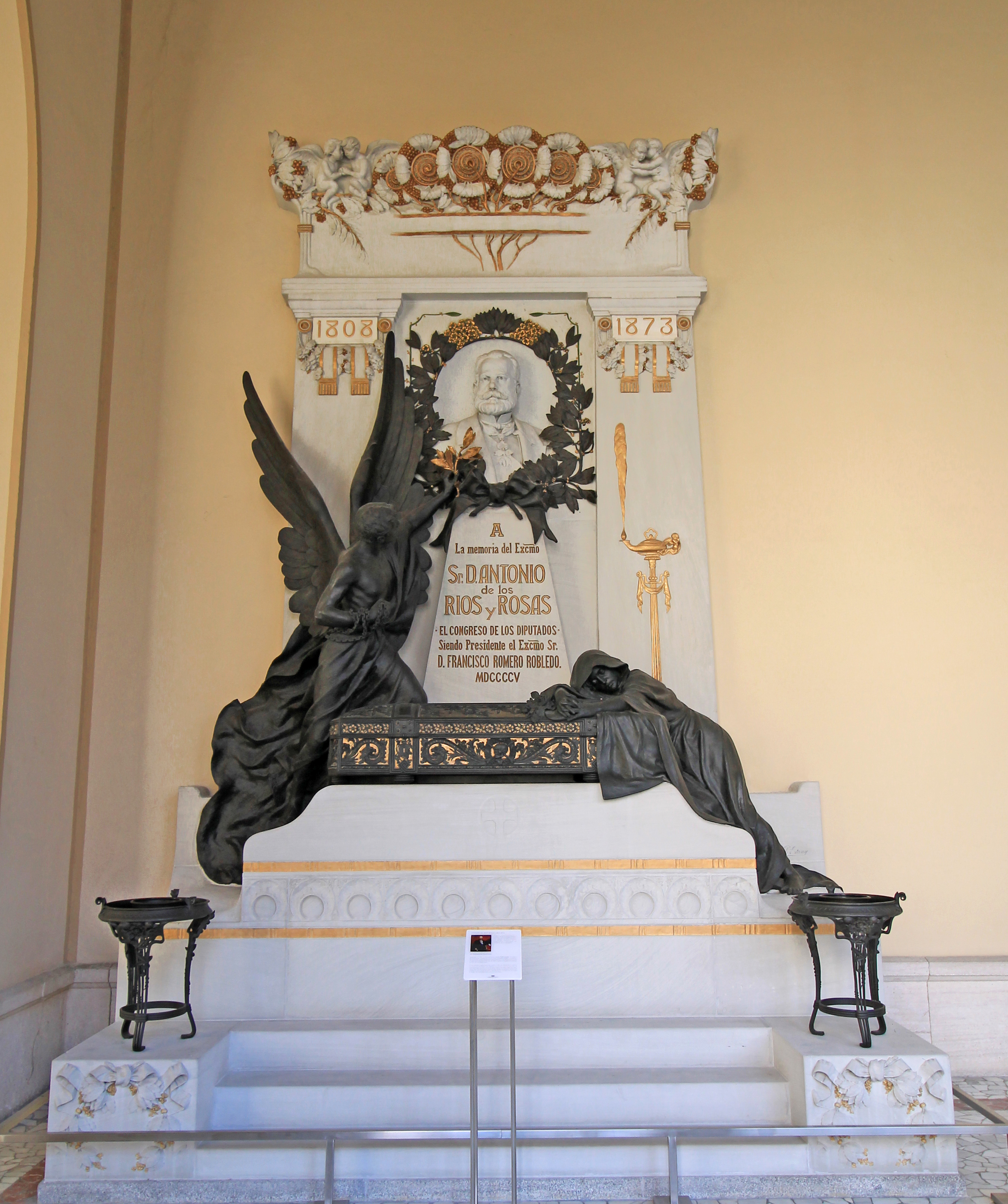
Tombeau d'Antonio de los Ríos Rosas
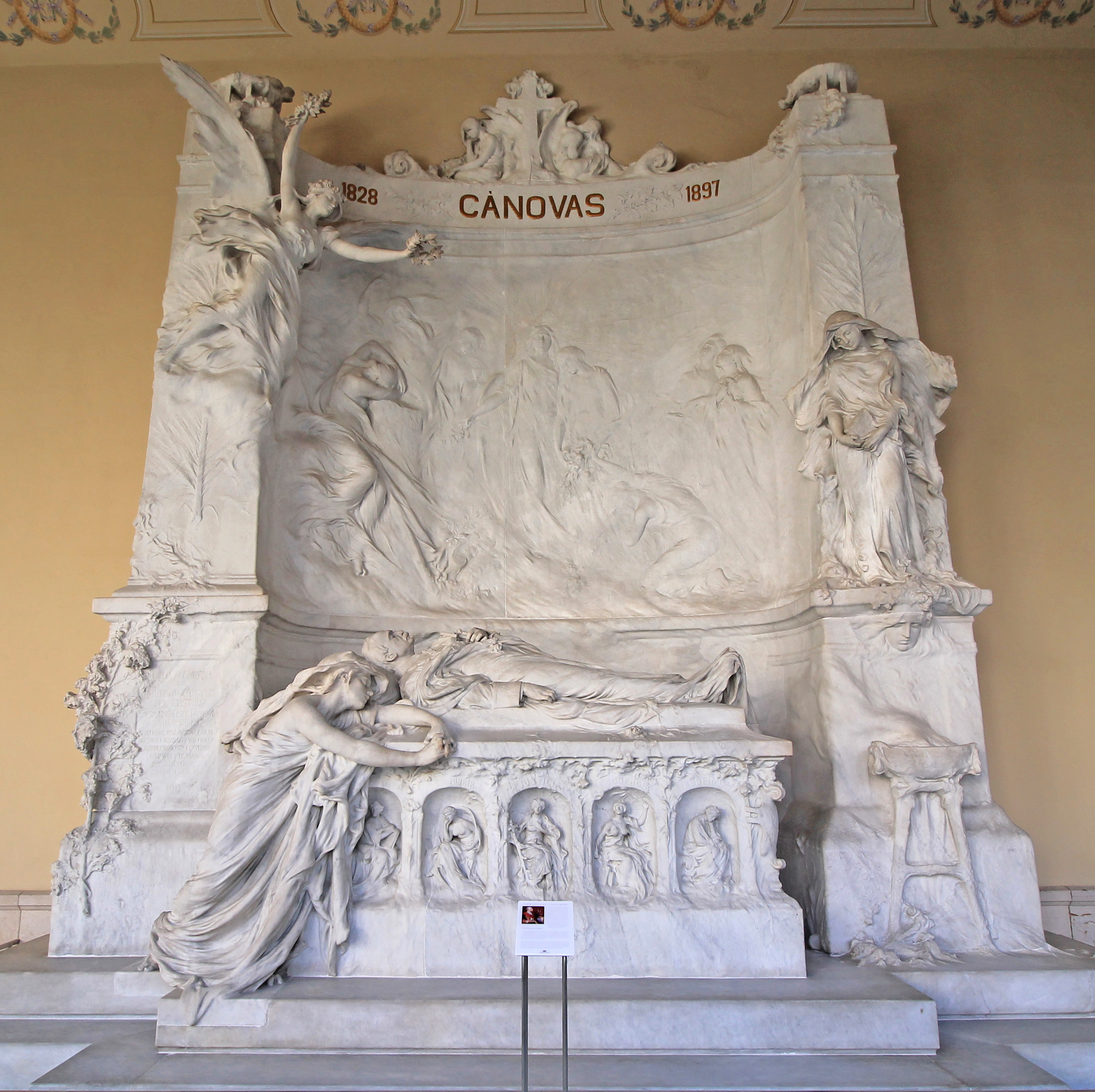
Le tombeau d'Antonio Cánovas del Castillo
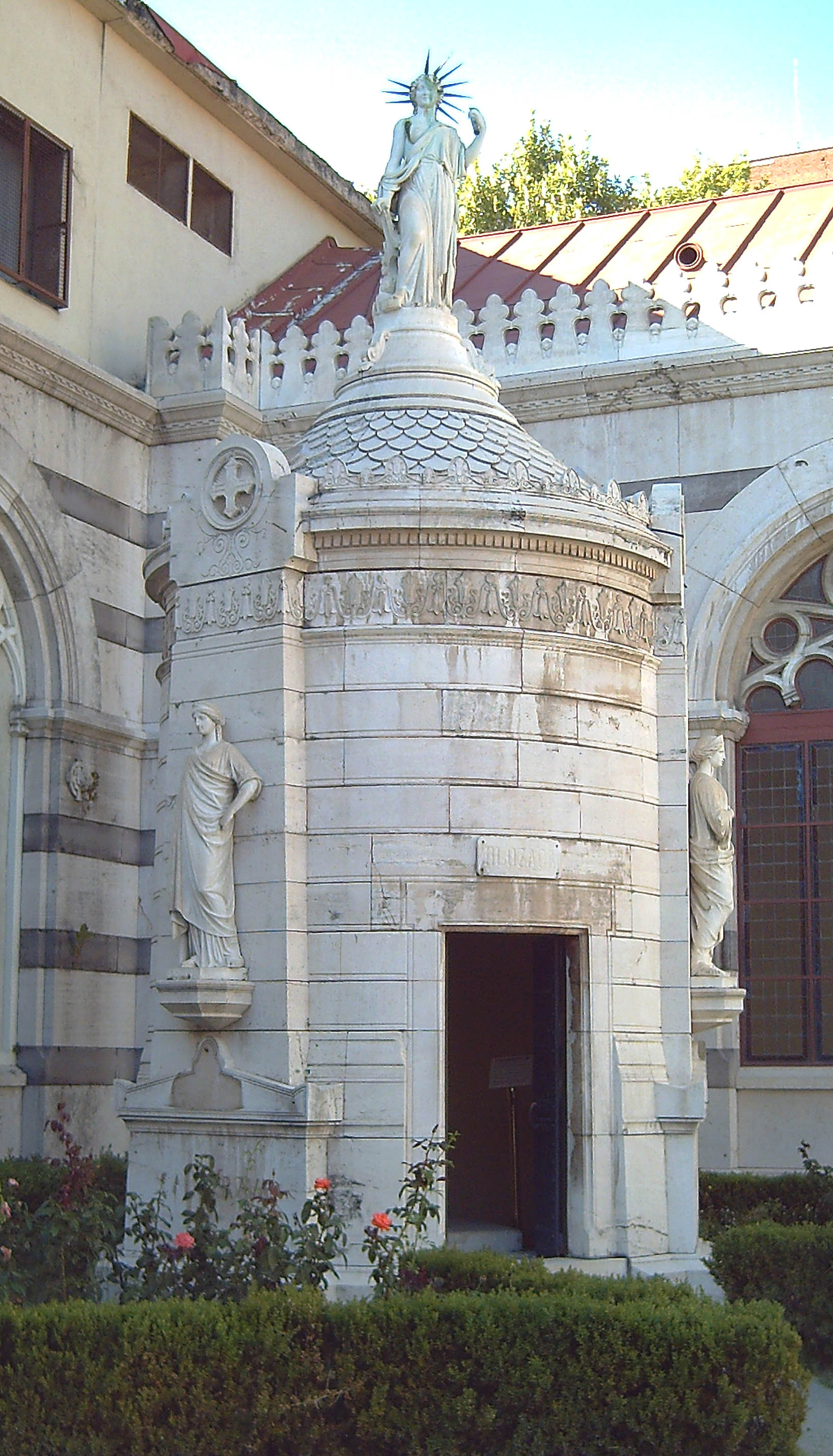
Le mausolée commun

## Source
- (es) Cet article est partiellement ou en totalité issu de l’article de Wikipédia en espagnol intitulé « Panteón de Hombres Ilustres » (voir la liste des auteurs).